# Azuré de l'androsace
Agriades pyrenaica
Espèce
Statut de conservation UICN

 LC  : Préoccupation mineure
L’Azuré de l'androsace (Agriades pyrenaica) est une espèce de lépidoptères de la famille des Lycaenidae et de la sous-famille des Polyommatinae.

## Systématique
Le taxon Agriades pyrenaica a été décrit par l'entomologiste français Jean-Baptiste Alphonse Dechauffour de Boisduval en 1840 en tant que Lycaena orbitulus pyrenaica,.
Synonymes :
- Lycaena orbitulus pyrenaica Boisduval, 1840 — protonyme
- Agriades pyrenaicus (Boisduval, 1840)
- Plebejus pyrenaicus (Boisduval, 1840)
- Plebejus pyrenaica (Boisduval, 1840)

La combinaison Agriades pyrenaicus, souvent employée, est fautive car l'adjectif latin pyrenaicus, -a, -um doit être accordé avec le nom Agriades qui est féminin.

### Sous-espèces
Plusieurs sous-espèces ont été décrites :
- Agriades pyrenaica pyrenaica (Boisduval, 1840) — centre des Pyrénées.
- Agriades pyrenaica asturiensis (Oberthür, 1910) — monts Cantabriques.
- Agriades pyrenaica ergane (Higgins, 1981) — Ukraine, Russie.
- Agriades pyrenaica dardanus (Freyer, 1845) — Balkans, Asie mineure, Caucase — considérée par certains auteurs comme une espèce distincte : Agriades dardanus.

## Noms vernaculaires
- En français : l’Azuré de l'androsace.
- En anglais : Gavarnie blue.
- En espagnol : Niña Gris[2].

## Description
C'est un petit papillon de couleur grise suffusé de bleu dont les ailes sont bordées d'une ligne blanche. Au recto une tache grise centre chaque aile, au verso les antérieures sont ornées de points noirs cerclés de blanc et les postérieures d'une ligne sub-marginale de points blancs certains centrés de jaune.

### Espèce proche
Agriades glandon, également présent dans les Pyrénées.

## Biologie

### Période de vol et hivernation
Il vole en juin et juillet, une génération.
Il hiverne au stade de chenille.

### Plantes hôtes
Sa plante hôte est Androsace villosa.

## Écologie et distribution
L'espèce est présente en petites colonies isolées dans les Pyrénées (en Espagne et en France, dans les départements des Pyrénées-Atlantiques et des Hautes-Pyrénées), dans les monts Cantabriques, en Ukraine et Russie, dans les Balkans (Monts Vran de Bosnie, Durmitor de Serbie, Alibotus de Bulgarie, monts Orvilos de Grèce), en Asie mineure et dans le Caucase.

### Biotope
C'est un papillon de montagne, présent entre 1 500 et 2 300 m d'altitude sur les pentes herbues sèches.

## Protection
Pas de statut de protection particulier[réf. souhaitée].